# La Vie aquatique
Vous lisez un « bon article » labellisé en 2016.
Pour plus de détails, voir Fiche technique et Distribution.
La Vie aquatique (The Life Aquatic with Steve Zissou) est un film américain réalisé par Wes Anderson et sorti en 2004.
Quatrième long métrage de Wes Anderson, il est dédié à l'océanographe français Jacques-Yves Cousteau et s'inspire librement de sa vie sur un ton parodique. Le film est une comédie dramatique qui, sous un aspect fantaisiste, aborde des thèmes forts comme la famille, le deuil, la vengeance, l'angoisse de vieillir ou l'échec.
Le film raconte les aventures de Steve Zissou (incarné par Bill Murray), un océanographe excentrique sur le déclin qui veut détruire le requin-jaguar qui a mangé son partenaire Esteban du Plantier. À bord du navire d'exploration Belafonte, Zissou et son équipe farfelue partent à la recherche du requin mais la quête ne va pas se dérouler du tout comme prévu. Durant le voyage, une rivalité amoureuse pour Jane la séduisante journaliste (Cate Blanchett) oppose Zissou à son fils présumé Ned (Owen Wilson), le bateau est attaqué par une bande de pirates et les difficultés financières menacent d'arrêter tout le projet.
La musique du film a la particularité de comprendre une dizaine de reprises de David Bowie en portugais, jouées par le Brésilien Seu Jorge dans le rôle de Pelé dos Santos. Le film reçoit des critiques mitigées de la part de la presse américaine et est globalement bien accueilli par la presse française. Malgré des critiques favorables dans l'ensemble, le film est un échec commercial à sa sortie en salles et ses recettes ne parviennent pas à couvrir son budget de production.

## Synopsis

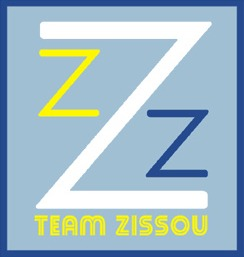
Logo de l'équipe Zissou.

Le film débute au festival du film de Loquasto avec la projection du dernier documentaire de l'océanographe Steve Zissou devant un public indifférent. Dans celui-ci on apprend que son meilleur ami Esteban du Plantier a été dévoré par un requin-jaguar, mais il n'y a pas de preuves visuelles de l'existence de l'animal car la caméra a été perdue sous l'eau. Une balise a été fixée sur le requin et devrait permettre de le localiser. Zissou est déterminé à monter une expédition pour le détruire mais sa femme Eleanor, considérée comme le cerveau de l'équipe, refuse de participer à l'aventure car elle pense que c'est une prise de risques inutile.
L'équipage à bord du navire de recherche de Zissou, le  Belafonte, comprend le Brésilien Pelé dos Santos, expert en sécurité et musicien qui chante des chansons de David Bowie en portugais, et l'Allemand Klaus Daimler, ingénieur qui considère Zissou et Esteban comme des figures paternelles. Les autres membres de l'équipage sont l'Indien Vikram Ray, cadreur, Bobby Ogata, homme-grenouille, Vladimir Wolodarsky, physicien et compositeur de musique de film, Renzo Pietro, monteur et ingénieur du son, et Anne-Marie Sakowitz, scripte. L'équipe comprend également sept étudiants stagiaires de la fictive Université de l'Alaska du Nord.
Ned Plimpton est un pilote de ligne du Kentucky dont la mère est morte récemment. Il croit que Zissou est son père. Après qu'il a rencontré Zissou au festival de Loquasto, il prend un congé pour rejoindre l'équipage de Zissou. Comme personne d'autre ne veut financer la nouvelle expédition, Ned accepte de la soutenir avec l'argent de son héritage. L'autre partie des fonds est amenée par une banque qui impose la présence de Bill Ubell qui va contrôler l’utilisation de l'argent. Une journaliste enceinte, Jane Winslett-Richardson, vient faire la chronique du voyage. Une rivalité va se développer entre Ned et Zissou, tous deux épris de Jane. Klaus est aussi jaloux de l'attention que Zissou porte à Ned.

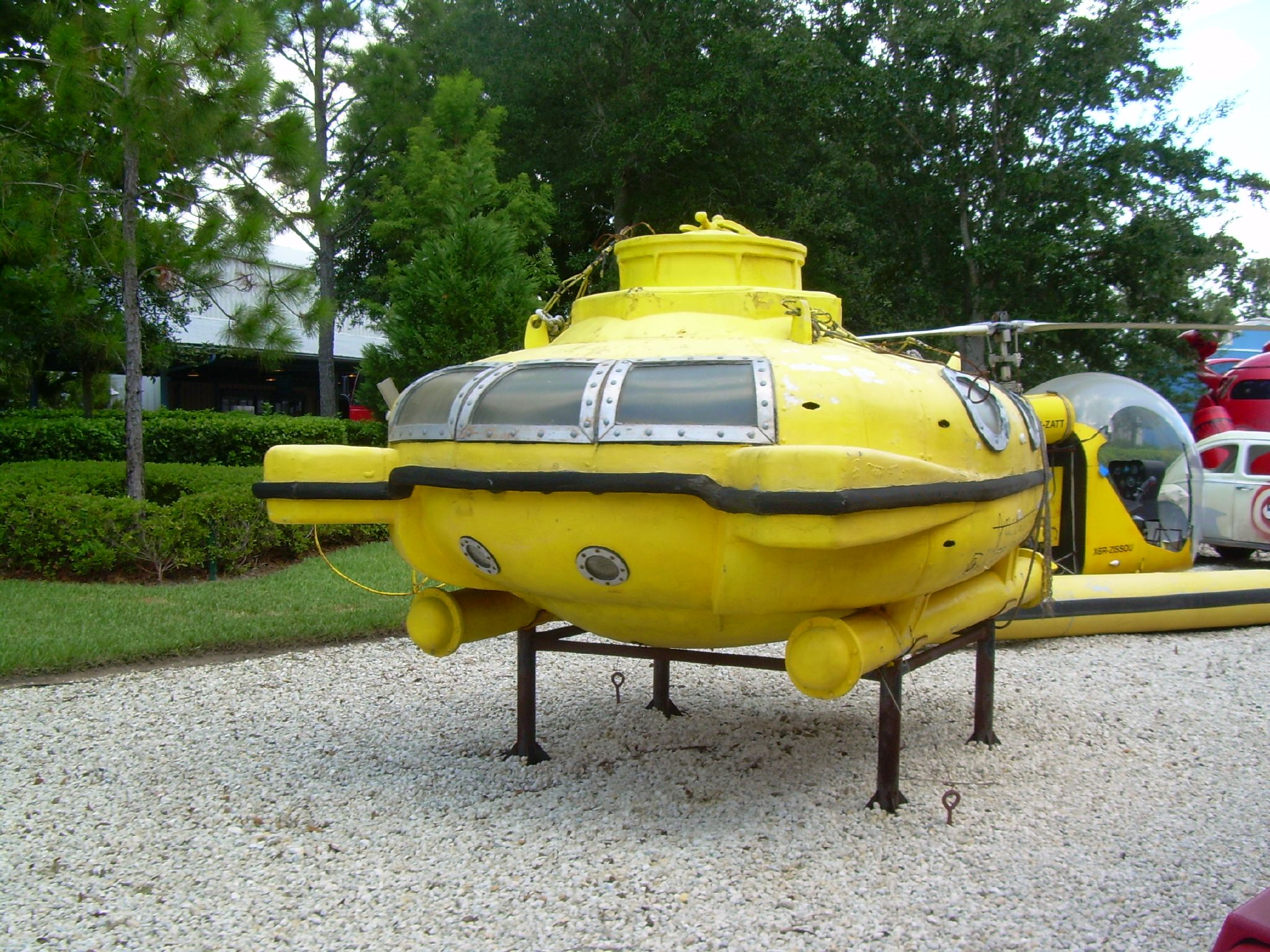
Le sous-marin Deep Search de l'équipe Zissou.

Au début de la mission pour trouver le requin-jaguar, l'équipe Zissou vole du matériel situé en mer à l'ennemi juré de Zissou, le scientifique Alistair Hennessey. Le bateau navigue ensuite dans une zone non protégée où il se fait attaquer par des pirates philippins. Les pirates emportent l'argent et prennent Bill Ubell « le larbin de la banque » comme otage. Eleanor fait son retour avec de l'argent pour financer le reste de l'expédition, elle révèle à Jane que Zissou est stérile et que donc Ned ne peut pas être son fils. Plus tard, l'équipage du Belafonte lance une attaque surprise sur l'île des pirates, une des Ping Islands, pour récupérer leur argent et sauver Bill Ubell. Dans les ruines de l'hôtel Citroën, ils retrouvent Bill Ubell et découvrent Alistair Hennessey qui a aussi été capturé. Le groupe libère les deux prisonniers et fait sauter l'hôtel à la dynamite. Poursuivis par les pirates, tous s'échappent sur un bateau de pêche et rejoignent le Belafonte.
Steve est démoralisé et finit par douter de l'existence du requin-jaguar mais Ned l'encourage à continuer de chercher. Ils partent tous les deux en exploration avec l'hélicoptère du navire, celui-ci tombe en panne et s'écrase en mer, Ned est mortellement blessé. Après la cérémonie d'immersion en mer du corps de Ned, le requin-jaguar est enfin détecté. Toute l'équipe plonge à sa poursuite à bord du sous-marin Deep Search et découvre le requin près du fond. Zissou décide de ne pas le tuer en raison de sa beauté mais aussi parce qu'il ne lui reste plus de dynamite. Il termine le documentaire de cette quête qui reçoit une ovation du public lors de la première au festival du film de Loquasto.

## Fiche technique
Sauf indication contraire, les informations mentionnées dans cette section peuvent être confirmées par la base de données cinématographiques IMDb,  présente dans la section « Liens externes ».

Wes Anderson en 2014.

- Titre original : The Life Aquatic with Steve Zissou[1]
- Titre français : La Vie aquatique
- Réalisation : Wes Anderson
- Scénario : Wes Anderson, Noah Baumbach
- Musique : Mark Mothersbaugh
- Direction artistique : Stefano Maria Ortolani
- Décors : Gretchen Rau
- Costumes : Milena Canonero
- Photographie : Robert Yeoman
- Direction de l'animation : Henry Selick
- Son : Pawel Wdowczak
- Montage : David Moritz et Daniel R. Padgett
- Production : Wes Anderson, Barry Mendel et Scott Rudin
  - Production associée : Dan Beers
  - Production déléguée : Rudd Simmons
  - Coproduction : Enzo Sisti
- Sociétés de production : Touchstone Pictures, American Empirical Pictures, Scott Rudin Productions et Life Aquatic
- Sociétés de distribution initiales : Buena Vista Pictures (États-Unis), Buena Vista International (France)
- Budget : 50 000 000 $
- Pays de production :  États-Unis
- Langue originale : anglais (également en portugais pour les chansons, et quelques mots en allemand, filipino, français, islandais, italien et tagalog dans les dialogues)
- Format : couleur − 35 mm − 2,35:1 - son Dolby Digital / DTS / SDDS
- Genre : comédie dramatique, aventure
- Durée : 118 minutes
- Dates de sortie
  - États-Unis : 20 novembre 2004 (première mondiale à Los Angeles) ; 25 décembre 2004 (sortie nationale)
  - Canada : 25 décembre 2004
  - France : 9 mars 2005
  - Belgique : 2 mars 2005
  - Suisse romande : 9 mars 2005

## Distribution

Acteurs principaux
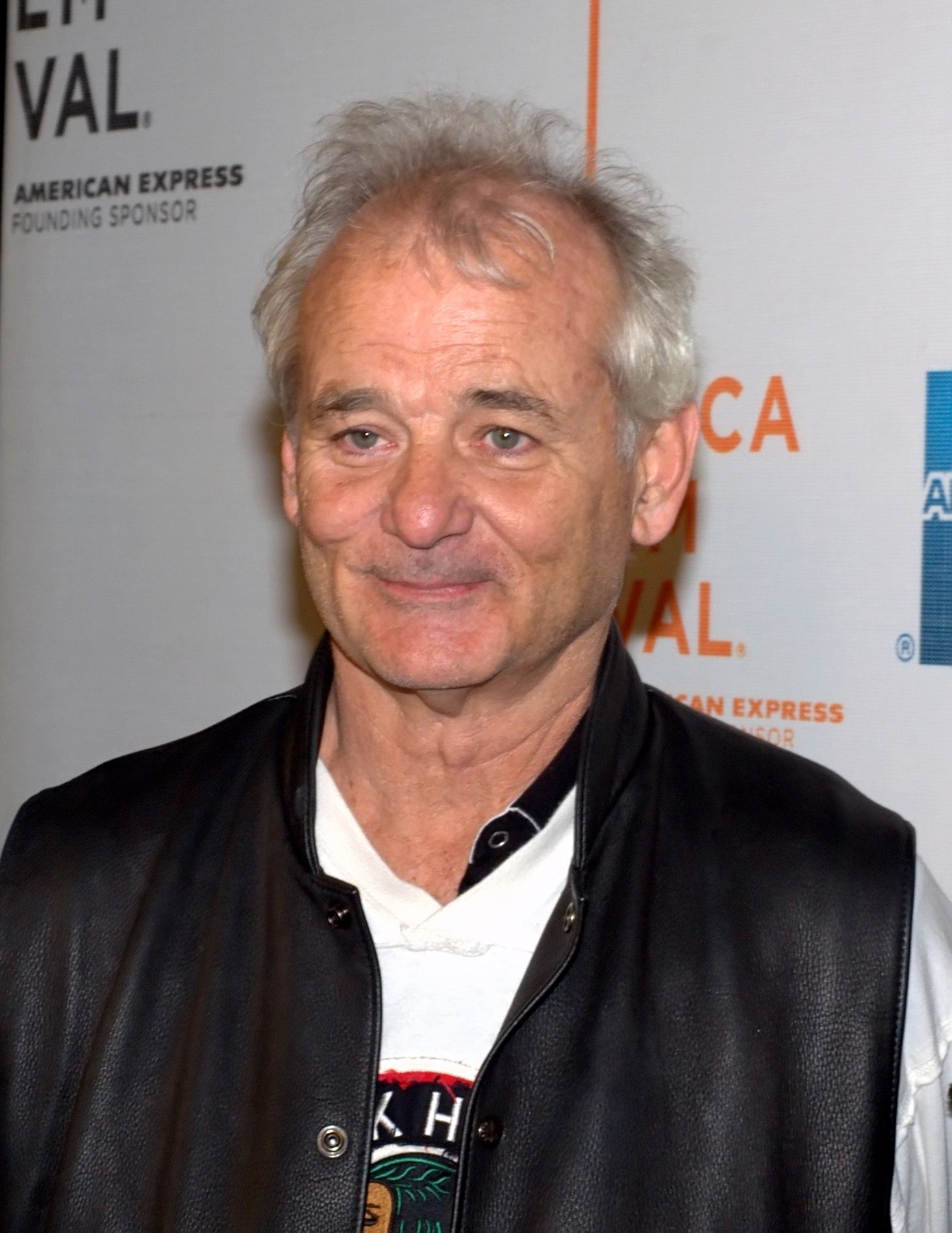
Bill Murray
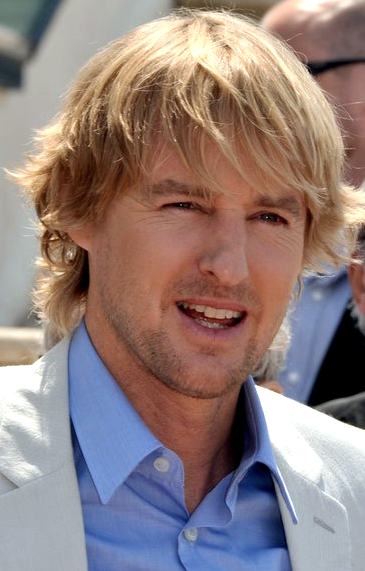
Owen Wilson
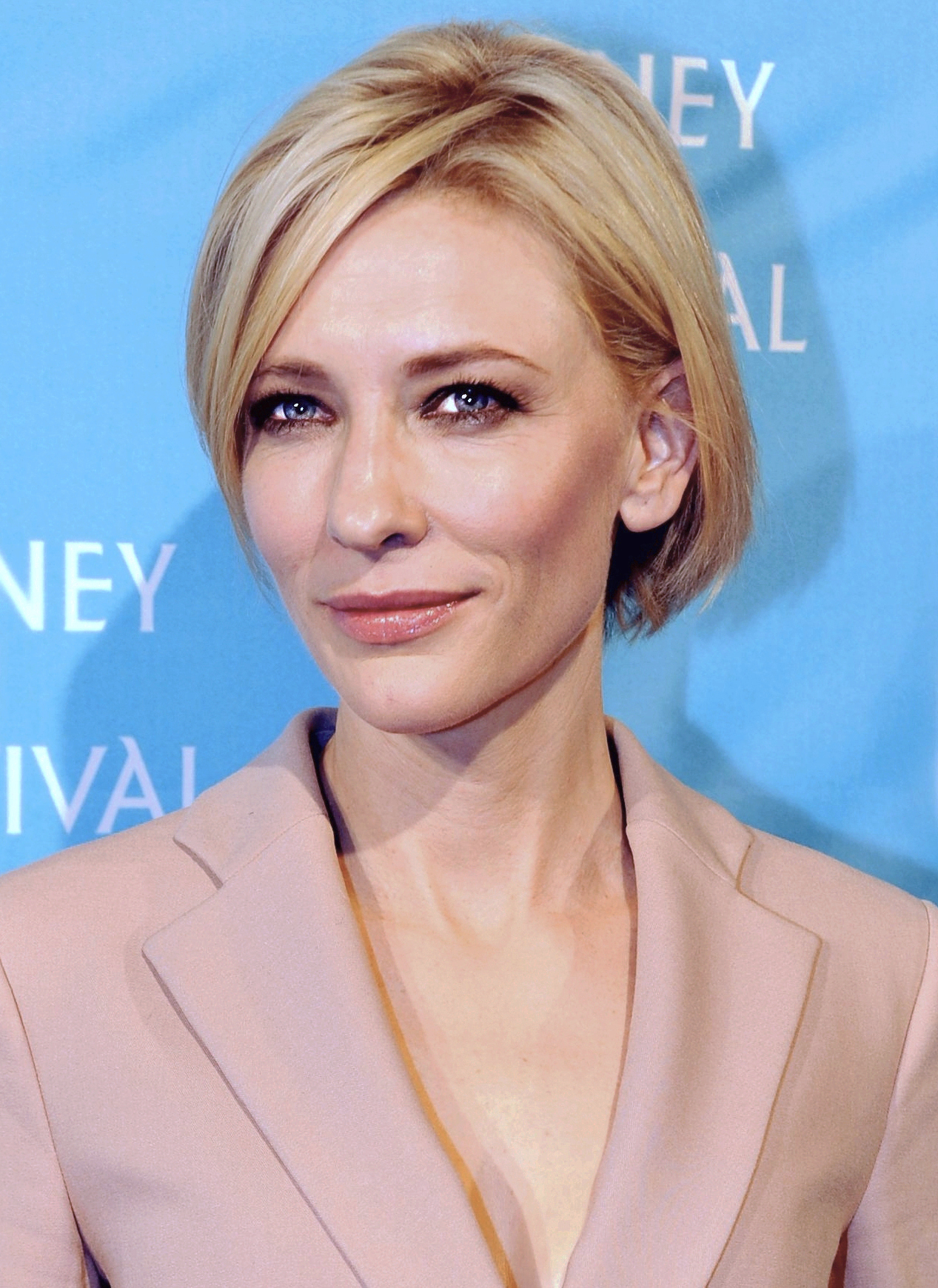
Cate Blanchett
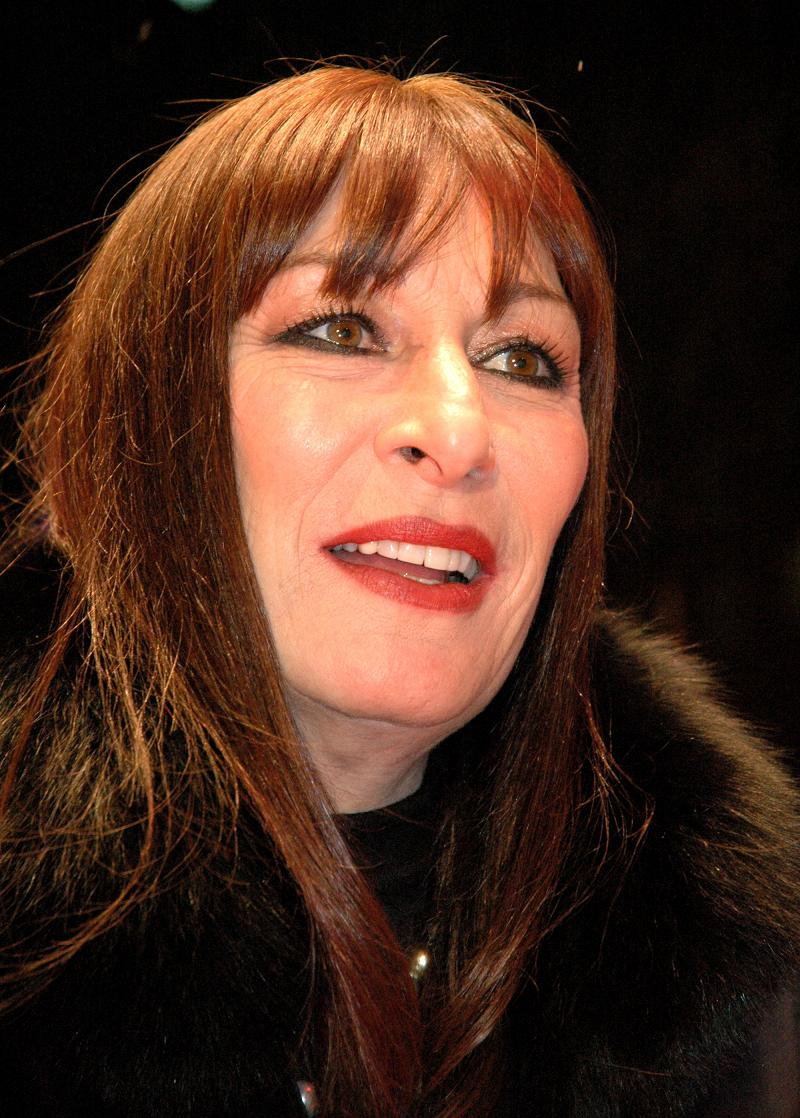
Anjelica Huston
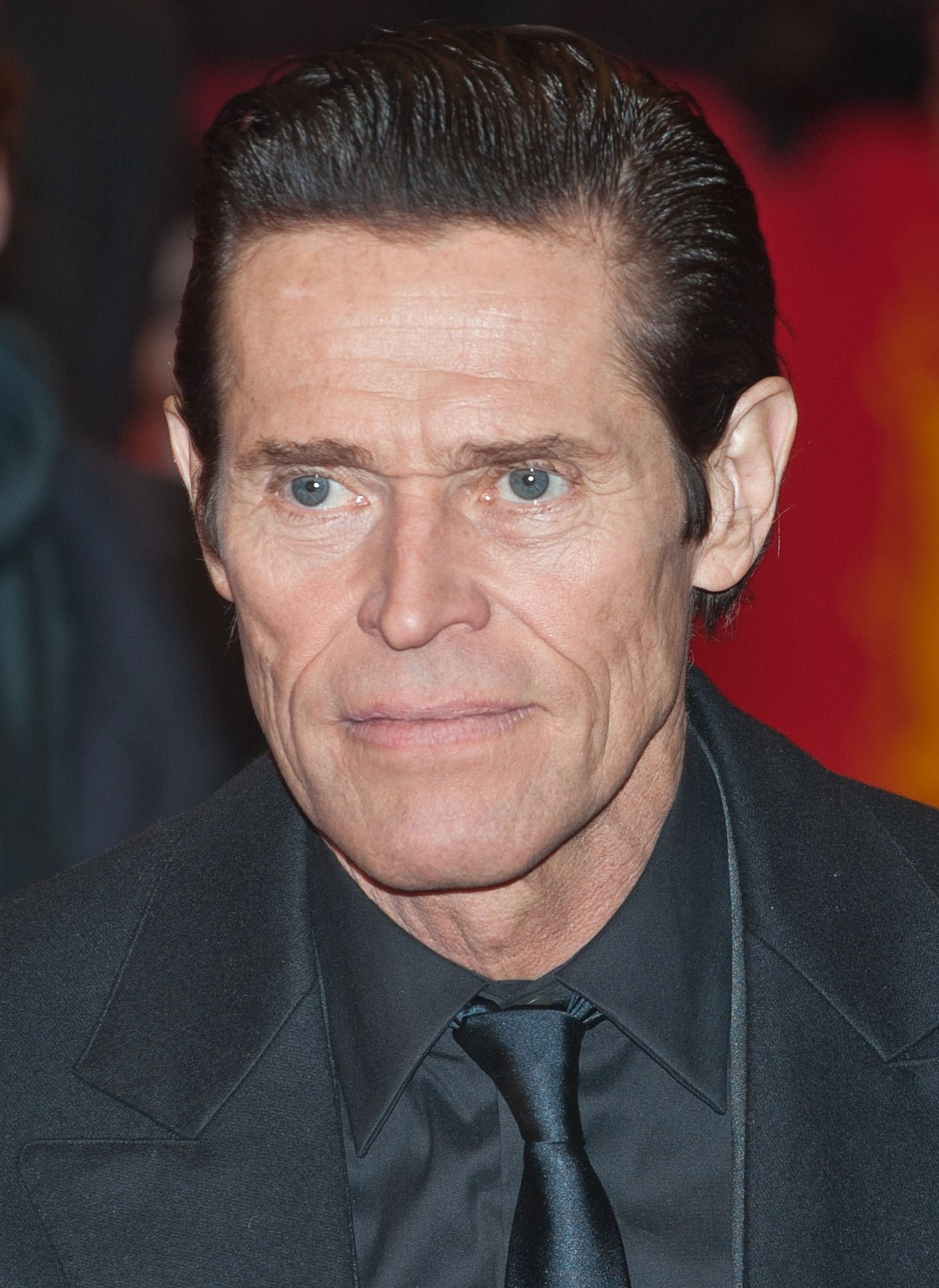
Willem Dafoe
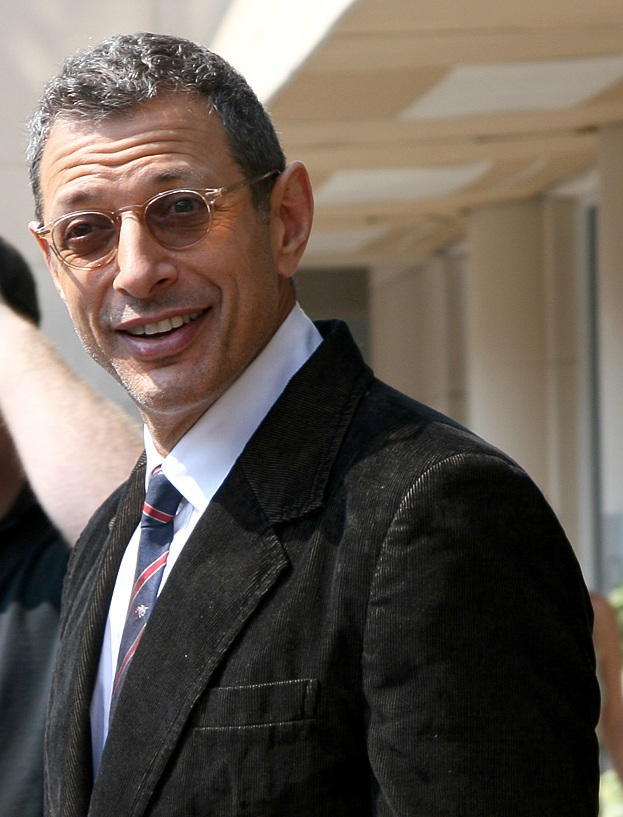
Jeff Goldblum

- Bill Murray (VF : Patrick Floersheim) : Steve Zissou, océanographe excentrique à l'ego surdimensionné qui dirige son équipage en despote. Depuis quelque temps, ses documentaires n'ont plus de succès auprès du public[2] et la mort de son ami Esteban du Plantier le touche profondément. Il est perturbé par l'arrivée de Ned, son fils présumé. Il courtise Jane la journaliste sans succès.
- Owen Wilson (VF : Eric Legrand) : Ned Plimpton (plus tard appelé Kingsley Zissou), copilote d'avion du Kentucky, fils présumé de Steve Zissou. Il vient de perdre sa mère que Zissou avait abandonné trente ans plus tôt et tient à rencontrer son père putatif. Il tombe amoureux de Jane la journaliste.
- Cate Blanchett (VF : Martine Irzenski) : Jane Winslett-Richardson, séduisante journaliste enceinte dépêchée par le magazine Oceanographic Explorer. Elle admire depuis longtemps le personnage Steve Zissou. Elle tombe amoureuse de Ned tandis que Steve la courtise sans succès.
- Anjelica Huston (VF : Monique Thierry) : Eleanor Zissou, femme de Steve Zissou et vice-présidente de la fondation Zissou. Elle est riche et c'est le véritable cerveau de l'équipe Zissou. Elle reste amoureuse de Steve même s'ils ne s'entendent pas très bien[3]. Elle a été mariée à Alistair Hennessey auparavant.
- Willem Dafoe (VF : Dominique Collignon-Maurin) : Klaus Daimler, ingénieur allemand. Il veut absolument plaire à Steve Zissou qu'il considère comme un père et développe une jalousie contre Ned qui a gagné l'affection de Steve.
- Jeff Goldblum (VF : Richard Darbois) : Alistair Hennessey, océanographe narcissique, ennemi juré de Zissou et ancien mari d'Eleanor Zissou. Il a plus d'argent, un plus gros bateau et beaucoup plus de succès que Zissou.
- Michael Gambon (VF : Marc Cassot) : Oseary Drakoulias, producteur septuagénaire de Zissou.
- Noah Taylor (VF : Daniel Lafourcade) : Vladimir Wolodarsky, physicien et compositeur de musique de film.
- Bud Cort (VF : Patrice Dozier) : Bill Ubell, « le larbin de la banque », dont la mission est de surveiller que Zissou ne dépasse pas le budget.
- Seu Jorge : Pelé dos Santos, expert en sécurité et musicien qui passe son temps à reprendre des chansons de David Bowie en portugais en s'accompagnant à la guitare.
- Robyn Cohen (en) : Anne-Marie Sakowitz, scripte qui a la particularité d'être souvent seins nus. Elle n'apprécie pas les méthodes de Steve Zissou.
- Waris Ahluwalia : Vikram Ray, cadreur indien.
- Niels Koizumi : Bobby Ogata, homme-grenouille.
- Matthew Gray Gubler : Stagiaire no 1.
- Seymour Cassel : Esteban du Plantier, ami de Zissou dévoré par le requin-jaguar.

## Production

### Influences et écriture du scénario

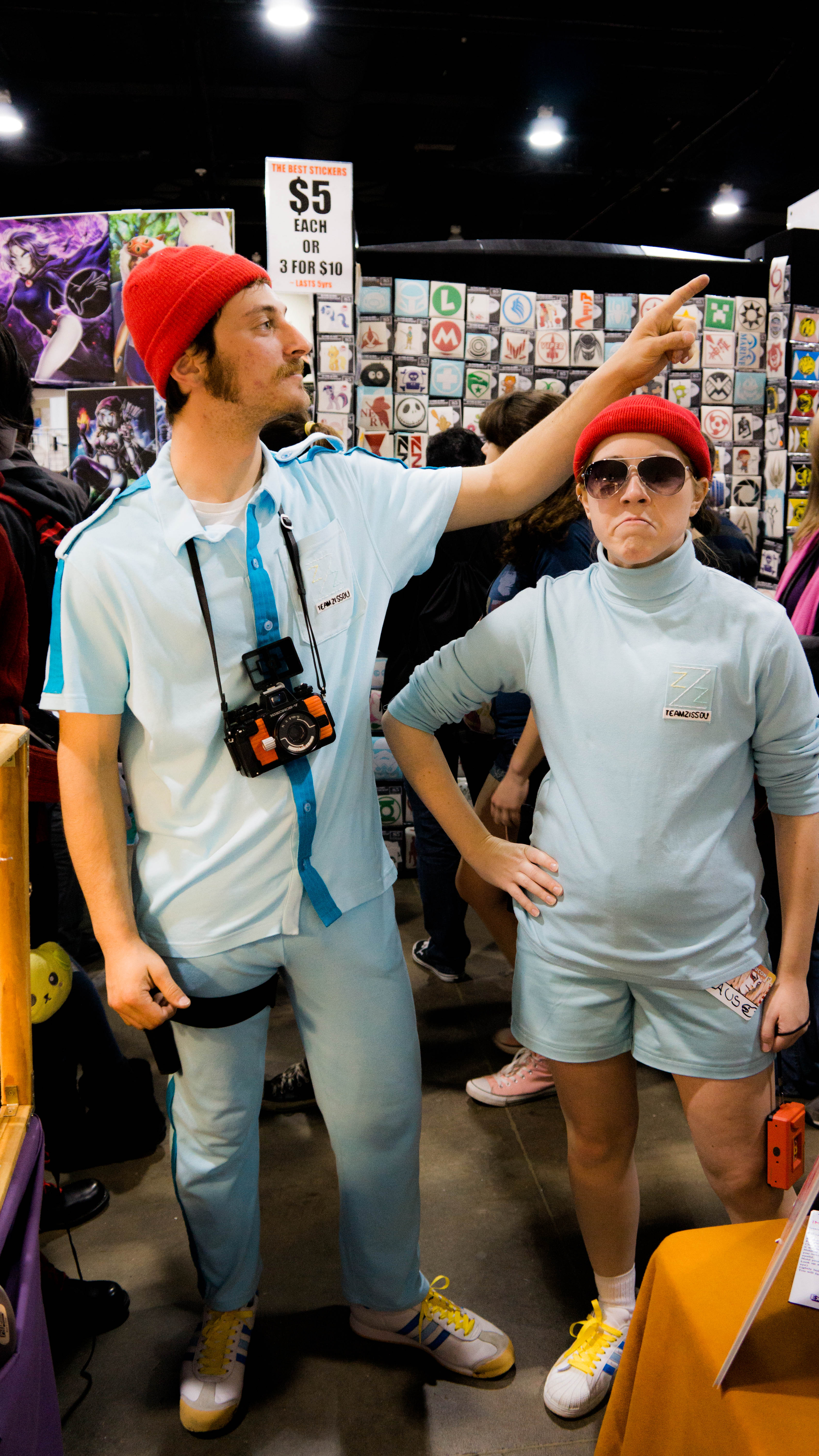
Fans du film portant l'uniforme bleu de l'équipe Zissou et le bonnet rouge inspiré de l'équipe Cousteau.

Avec ses trois premiers films (Bottle Rocket, Rushmore et La Famille Tenenbaum), Wes Anderson a mis en place une vision comique et profondément humaine de la vie et des relations modernes. Chacune de ces comédies a abordé des thèmes récurrents comme l'ambition, les inadaptés, la famille, l'amour et la perte de l'état de grâce. La Vie aquatique reprend ces thèmes dans une aventure océanique. Le producteur Barry Mendel explique : « Wes a pris de gros risques en faisant ce film. Il a jeté le « manuel Wes Anderson » et s'est réinventé. Loin des scènes d’intérieur très précises de Rushmore ou La Famille Tenenbaum, il s'est lui-même jeté dans un film fantastique chaotique et en extérieur. », Anderson lui-même est conscient que le film d'action n'est pas dans ses habitudes : « Dans les grosses scènes à six caméras, vous êtes censés avoir six caméras qui tournent. Et je ne sais pas quoi faire avec les cinq autres. »,
Fasciné depuis toujours par les films aquatiques et la vie sous-marine en général, Anderson a toujours voulu faire un film se passant sur un bateau dans le monde de la fabrication de films d'aventure. En 2004, Anderson commente : « J'ai pensé à ce film il y a quatorze ans. J'ai toujours été fasciné par ce personnage étrange et étonnant qui crée une sorte de famille excentrique en mer. »,
Dès ses années de lycée, Anderson avait écrit une courte histoire sur un océanographe où il introduit Steve Zissou, son bateau le Belafonte et sa femme qui se révèle être le véritable cerveau de l'opération. De là, le personnage évoluant au fil des ans, Anderson a continué à réfléchir à la personnalité et à la situation de Steve Zissou.
Anderson et son ami Noah Baumbach ont ensuite écrit le scénario ensemble dans un restaurant new-yorkais. Ils s'y réunissaient tous les jours, inventant les dialogues et les situations du film. Anderson les notait dans un carnet et les tapait ensuite au propre pour les retravailler le lendemain. Une des sources d'inspiration du film est le roman Moby Dick dans lequel le capitaine Achab recherche Moby Dick, un cachalot blanc particulièrement féroce et d'une taille impressionnante, qui lui a arraché une jambe par le passé. D'après Anderson, « l'histoire parle de Steve Zissou, de la bande d'aventuriers qu'il emmène avec lui et de la mission qu'ils mènent à la recherche d'une créature qui existe peut-être ou peut-être pas. Et, dans le même temps, elle parle d'un type qui est à un point bas dans sa carrière et qui cherche à atteindre quelque chose de mieux que ce qu'il a jamais fait — pour se réaffirmer. Et quand il rencontre quelqu'un qui pourrait être son fils, il est soudainement confronté à des choses dont il avait perdu le contact, ainsi qu'à des questions qu'il ne s'était plus posées depuis longtemps, et ça change tout le voyage. »,

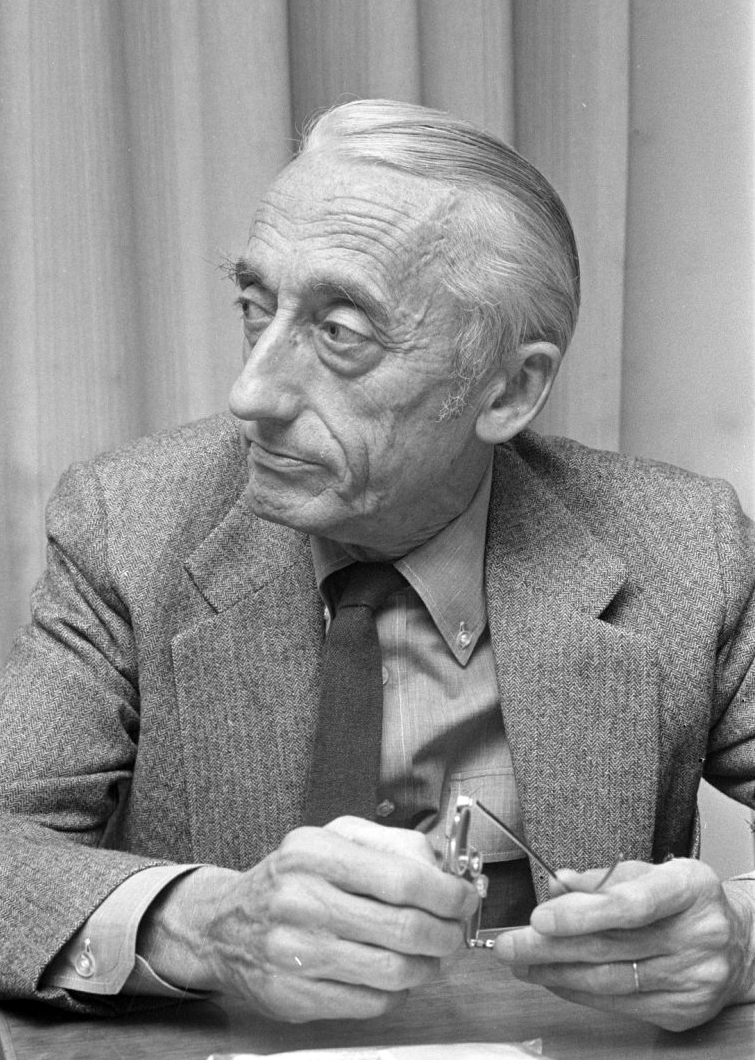
Jacques-Yves Cousteau en 1972.

Le film est une parodie et un hommage à Jacques-Yves Cousteau, le célèbre océanographe. Wes Anderson avait déjà fait des allusions à Jacques-Yves Cousteau dans ses films précédents. Dans Bottle Rocket, lors de la fête chez M. Henry, on aperçoit accrochée au mur une photo de Cousteau prise par Richard Avedon en 1956. Dans Rushmore, le héros Max Fischer emprunte un livre de Cousteau à la bibliothèque. Le personnage Steve Zissou est essentiellement inspiré de Cousteau mais aussi un peu de Thor Heyerdahl l'explorateur norvégien et d'autres personnes de la vie réelle. Le bateau de Steve Zissou est le Belafonte, clin d'œil à Harry Belafonte, le chanteur qui a fait connaître la musique calypso, la Calypso étant aussi le nom du navire de Cousteau. Les bonnets rouges de l'équipe Zissou sont inspirés de Cousteau tandis que le reste des costumes a été inventé. Anderson voulait que les costumes ressemblent à ce qu'on aurait pu voir dans une émission télévisée en couleur de 1968, il a alors pensé à les fabriquer en polyester comme les costumes de la série originale Star Trek (1966-1969). Le film est un mélange entre notre monde et un autre pris au piège dans la fin des années 1960, lorsque la popularité internationale de Cousteau était à son apogée. La technologie inventée et utilisée par l'équipe Zissou est censée être d'avant-garde, mais elle a un côté rétro qui rappelle les premiers James Bond. Les propres films de Zissou, qui segmente ses différentes quêtes en chapitres aux titres sentimentaux, semblent avoir été réalisés il y a des décennies ; en fait, ils rappellent délibérément la série télévisée L'Odyssée sous-marine de l'équipe Cousteau.
Zissou était le surnom de Maurice Lartigue, le grand frère du photographe Jacques Henri Lartigue à qui Wes Anderson avait fait un clin d'œil visuel dans son précédent film Rushmore où l'on voit quatre de ses photos accrochées sur le mur de la classe,. Dans La Vie aquatique, Steve Zissou a une photo de son mentor, Lord Mandrake, qui représente en réalité Jacques-Henri Lartigue.
L'esthétique du film s'inspire des années 1960. Wes Anderson s'est inspiré des films en noir et blanc de Michelangelo Antonioni, notamment L'Avventura, de photos en noir et blanc des années 1960 comme celles de Richard Avedon et d'un livre sur l'histoire de la photographie de mode dans les années 1960. Il a essayé de trouver une approche glamour de l'océanographie, Steve Zissou étant un mélange entre un scientifique et Marcello Mastroianni.

### Choix des interprètes principaux

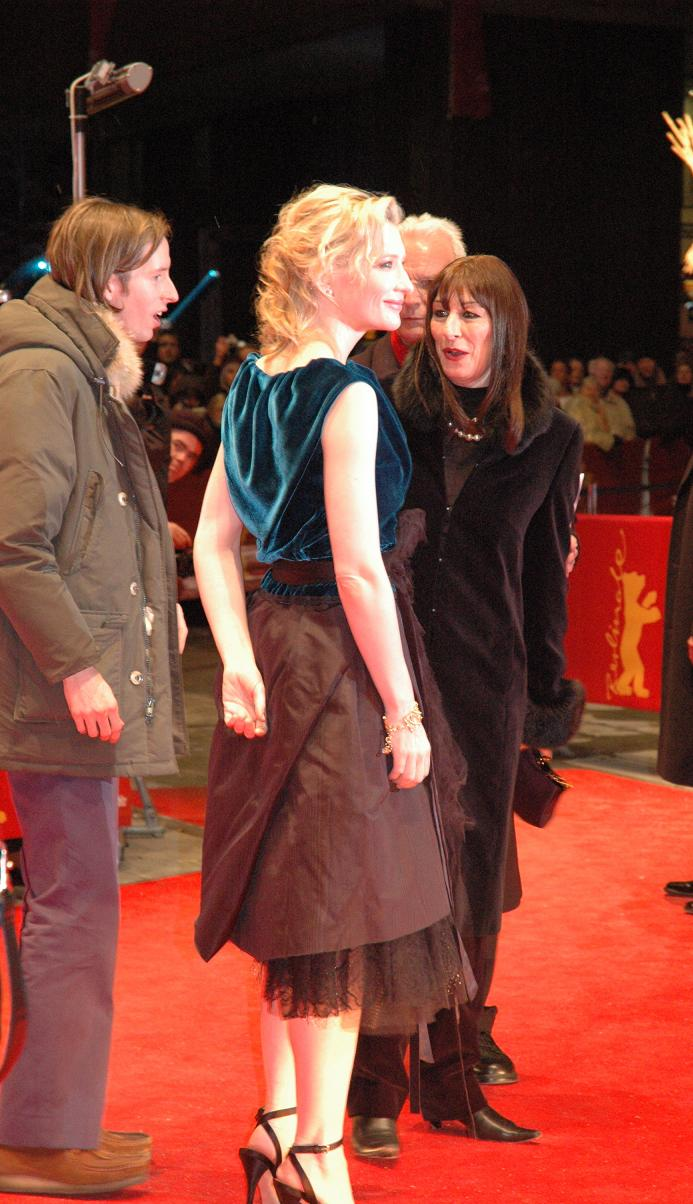
Wes Anderson, Cate Blanchett et Anjelica Huston lors de la Berlinale 2005.

Wes Anderson s'est entouré de plusieurs acteurs qui avaient déjà tourné avec lui : Owen Wilson qui a accompagné le cinéaste dans tous ses films précédents (Bottle Rocket, Rushmore et La Famille Tenenbaum), Bill Murray et Seymour Cassel qui ont joué dans Rushmore et La Famille Tenenbaum, et Anjelica Huston dans La Famille Tenenbaum.
Gwyneth Paltrow, déjà actrice dans La Famille Tenenbaum, devait jouer le rôle de la journaliste Jane Winslett-Richardson, mais un emploi du temps incompatible la contraignit à renoncer. Wes Anderson sollicita alors Nicole Kidman, très intéressée par le rôle, mais elle dut aussi se désister en raison d'autres engagements. C'est finalement Cate Blanchett qui fut engagée.
C'est le troisième film d'Anderson avec Bill Murray. Dès Rushmore, Anderson avait songé à Murray pour le rôle. Il déclare à son propos : « Je n'ai jamais rencontré personne qui lui ressemble. Il est, d'ailleurs, l'une des sources d'inspiration pour son personnage. Face à un groupe de gens, il va toujours trouver quelque chose à dire de drôle et de surprenant. Mais il y a aussi quelque chose de douloureux ou de triste dans ses yeux qu'on voit bien au cinéma dans les gros plans. C'est ce mélange qui le rend si singulier. » « Je savais que ce serait vraiment intéressant de voir Bill se jeter dans le rôle de quelqu'un qui est non seulement énergique et drôle mais aussi tourmenté, en colère et très agité. »,
Contrairement à la plupart des personnages qu'Owen Wilson a joué, Ned manque de toute sorte de « branchitude » ou mondanité, et vit dans une sorte de monde distingué et naïf de sa création. Pour préparer le rôle, Wilson a répété ses scènes, sans aucun des autres acteurs, seul avec son ami de longue date Anderson. « Owen est venu me rendre visite à Rome quelques mois avant le début du tournage, et nous avons répété les scènes sur le toit de l'Hôtel Eden, se souvient Anderson. Au cours de cette période, nous avons également développé son accent et une forte idée de qui était le personnage Ned et d'où il venait. En fin de compte, j'ai l'impression qu'Owen a fini par faire quelque chose d'assez différent de tout ce que je l'avais vu faire avant. »,
Cate Blanchett joue le rôle d'une femme enceinte et, par une étonnante coïncidence, elle était elle-même enceinte durant le tournage. Wes Anderson avait choisi l'actrice bien avant qu'elle soit enceinte et la production avait déjà fabriqué une prothèse de ventre. Quand l'équipe du film a découvert que Cate était vraiment enceinte, elle a craint un instant que l'actrice ne serait pas capable de participer au tournage du film, du fait des nombreux déplacements, du travail difficile impliquant des bateaux, du temps froid et d'autres difficultés. Mais l'actrice n'a pas été perturbée et a déclaré que ça l'aiderait plutôt à jouer le rôle.
Pour le rôle de Klaus Daimler, Wes Anderson avait d'abord pensé à prendre un acteur européen, avant de rencontrer Willem Dafoe et de décider qu'il serait bon pour le rôle : « Willem est venu pour un second rôle et, au fond, il a volé la vedette. », Le producteur Barry Mendel ajoute: « voir ce grand acteur dramatique qui a joué dans des films comme La Dernière Tentation du Christ et Platoon donner un tel merveilleux spectacle comique a été vraiment passionnant pour nous. Je suis certain que personne n'a jamais vu Willem jouer un rôle aussi drôle avant, et je suis très heureux que les gens aient la chance de l'admirer dans quelque chose de complètement différent. »,
Anjelica Huston joue le rôle d'Eleanor, la femme au style aristocratique de Steve Zissou. « J'ai écrit ce rôle pour elle parce qu'il n'y a personne de mieux à avoir sur un plateau, commente Wes Anderson. Elle apporte l'attitude parfaite en ce sens qu'elle est très excitée à propos de tout et en même temps elle n'est jamais perturbée. Elle est totalement cool. C'est aussi une femme très intelligente et une très belle personne, et il y a quelque chose qui émane simplement d'elle qui est tout à fait unique et juste pour Eleanor Zissou. »,
Pour Wes Anderson, Jeff Goldblum avait la combinaison parfaite de l'excentricité et la brillance pour jouer Alistair Hennessey le semi-méchant. « C'est un acteur très dévoué et qui a toujours beaucoup d'idées, note Anderson. Je pense qu'il apporte une formidable énergie au film. », Cet avis est partagé par Christopher Orr du magazine américain The New Republic : « Le film prend vie dans les scènes avec Goldblum, dont l'énergie tendue est un beau contrepoint à Murray et Wilson, mais son temps à l'écran est malheureusement limité dans le film, comme dans sa carrière ces derniers temps. »,

### Tournage

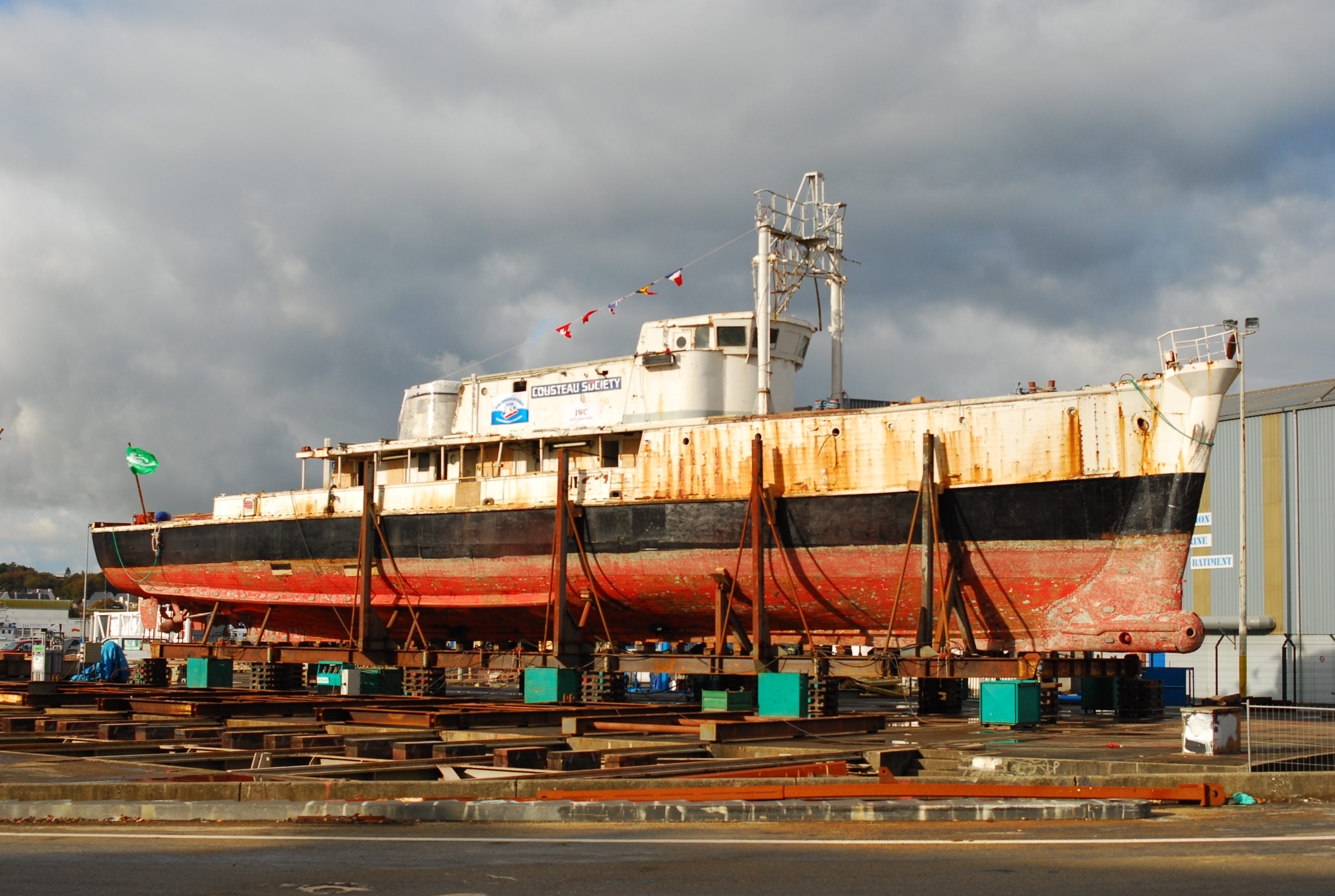
La Calypso, le bateau du Commandant Cousteau.

La production a commencé par la recherche du navire de Zissou le Belafonte. La recherche du bateau a été compliquée car Anderson voulait un type particulier de bateau avec un aspect digne des navires de la Seconde Guerre mondiale : ce devait être un dragueur de mines d'environ 50 mètres de long et, dans une certaine mesure, il devait rappeler la Calypso de Cousteau. Après des mois à écumer les mers, la production a déniché un démineur datant des années 1950 en Afrique du Sud. Ce navire a été conservé intact pour la plupart des séquences extérieures, mais a été aménagé pour devenir un navire de recherche océanographique, avec des tours, une plate-forme d'observation et de la peinture aux couleurs vives. En même temps, un second navire identique mais en plus mauvais état a été acheté afin d'être démonté pour récupérer les pièces et en faire des décors,. Les pièces ont été chargées sur le bateau intact qui a navigué péniblement du Cap à l'Italie,. Les décors aux studios Cinecittà ont été faits de bois et des matériaux habituels plus les pièces récupérées sur le second bateau,. Dès le début, Anderson savait qu'il voulait montrer le bateau en coupe longitudinale, comme une maquette, pour révéler l'ensemble des rouages. Ainsi, l'équipe de conception a construit un demi-bateau de même longueur de telle sorte que la caméra puisse filmer l'intérieur du bateau en se déplaçant latéralement. « Le tournage de cette scène a été amusant, dit Anderson. Nous avions tous les acteurs qui se promenaient comme dans une colonie de fourmis avec les lumières qui changeaient et la caméra en mouvement, et c'était vraiment excitant parce qu'aucun d'entre nous n'avait jamais rien fait de tel auparavant. L'ensemble lui-même était plus une pièce de musée qu'un décor de film, les gens ont continué à venir pour le voir. »,
Le film a été tourné en Italie aux studios Cinecittà de Rome pour les intérieurs et à Rome, Naples, Florence et sur l'île Ponza pour les extérieurs. Des scènes aquatiques avec une orque ont été tournées en France au Marineland d'Antibes. Il avait été envisagé de tourner le film en France et au Mexique mais cette solution a été abandonnée car le tournage aurait été trop cher. Le film débute au festival du film de Loquasto, les scènes ont été tournées à Naples au Teatro San Carlo. Loquasto est une ville fictive, Wes Anderson adresse ici un clin d’œil au chef décorateur Santo Loquasto (en) qui a réalisé entre autres les décors pour plusieurs films de Woody Allen.
Pour les films documentaires de Steve Zissou, l'équipe du film a utilisé des vieux stocks de pellicule Ektakrome inversible qui donne une image à gros grain et fort contraste. Anderson a tellement aimé les images obtenues qu'il a décidé d'appliquer ce chromatisme appuyé à l'intégralité du film. Il a donc eu recours à l'étalonnage numérique pour rehausser les couleurs originales.
Anderson ne voulait pas d'animaux aquatiques trop réalistes car le but n'était pas « de rivaliser avec Discovery Channel ». Les animaux ont donc été inventés et animés image par image par la technique du stop-motion qu'Anderson apprécie car « elle donne le sentiment d'être faite à la main, avec une personne derrière ». Les animations ont été réalisées par Henry Selick qui avait travaillé avec Tim Burton sur L'Étrange Noël de monsieur Jack. La créature la plus spectaculaire est le fameux requin-jaguar qui apparait à la fin du film. D'après Selick, la marionnette créée pour le film, d'environ 3 mètres de long et 68 kg, pourrait être la plus grosse jamais construite pour le stop-motion,. Alors que l'animation stop-motion est généralement manuelle avec des animateurs déplaçant lentement les modèles image par image, Selick est allé plus loin, en utilisant la technologie informatique pour accélérer le processus. « Nous avons utilisé des moteurs contrôlés par ordinateur pour simuler le mouvement de nage de base du requin-jaguar tandis que la main d'un animateur a créé les mouvements de la bouche, des nageoires pectorales et du reste », explique-t-il.

### Musique
La musique intervient à tous les stades du processus de fabrication du film. Certains morceaux viennent durant l'écriture du scénario. Anderson met aussi souvent de la musique sur le plateau pour aider les acteurs, en particulier lorsqu'ils n'ont pas de partenaires, et quand il regarde les rushes, il décide si la musique pourrait fonctionner dans la séquence. Mais beaucoup de titres lui viennent pendant le montage.
Mark Mothersbaugh, un membre de Devo, a composé des morceaux inédits pour le film. Le film comporte aussi des morceaux existants, essentiellement des chansons rock des années 1970 comme Life on Mars? et Queen Bitch de David Bowie, Gut Feeling de Devo et Search and Destroy de Iggy and the Stooges. Sur les conseils de l'Australien Noah Taylor jouant le rôle du compositeur Vladimir Wolodarsky dans le film, Anderson a utilisé cinq morceaux du compositeur norvégien Sven Libaek (en) dont trois issus de la série australienne de documentaires subaquatiques Inner Space, de Ron et Valerie Taylor (en), experts en requins,. En outre, le film comprend une dizaine de chansons de David Bowie reprises en portugais par Seu Jorge qui joue le rôle de Pelé dos Santos dans le film. Ses reprises sont réellement jouées durant le tournage, ce qui n'est pas sans difficulté comme le précise Wes Anderson : « il est difficile d'obtenir une bonne qualité musicale en pleine mer sur un bateau fonçant à toute vapeur. », La majorité des morceaux du film a paru en 2004 dans l'album The Life Aquatic with Steve Zissou.
| 1.  | Shark attack theme (1973)                              | Sven Libaek (en)     | 0:57 |
| 2.  | Loquasto International Film Festival                   |                      | 4:40 |
| 3.  | Life on Mars? (1971)                                   | David Bowie          | 3:43 |
| 4.  | Starman (1972)                                         | Seu Jorge            | 3:21 |
| 5.  | Let me tell you about my boat                          |                      | 1:38 |
| 6.  | Rebel Rebel (1974)                                     | Seu Jorge            | 2:24 |
| 7.  | Zissou Society Blue Star Cadets / Ned's theme (Take 1) |                      | 2:52 |
| 8.  | Gut Feeling (1978)                                     | Devo                 | 4:07 |
| 9.  | Open Sea theme (1973)                                  | Sven Libaek          | 2:01 |
| 10. | Rock 'n' Roll Suicide (1972)                           | Seu Jorge            | 3:12 |
| 11. | Here's to You (1971)                                   | Joan Baez            | 3:07 |
| 12. | We call them pirates out here                          |                      | 3:56 |
| 13. | Search and Destroy (1973)                              | Iggy And The Stooges | 3:27 |
| 14. | La Niña de Puerta Oscura (1972)                        | Paco de Lucía        | 2:58 |
| 15. | Life on Mars? (1971)                                   | Seu Jorge            | 3:24 |
| 16. | Ping Island / Lightning Strike Rescue Op               |                      | 4:15 |
| 17. | Five Years (1972)                                      | Seu Jorge            | 3:41 |
| 18. | 30 Century Man (1969)                                  | Scott Walker         | 1:27 |
| 19. | The Way I Feel Inside (1965)                           | The Zombies          | 1:33 |
| 20. | Queen Bitch (1971)                                     | David Bowie          | 3:15 |

Les chansons de David Bowie reprises par Seu Jorge en portugais, qui donnent une ambiance mélancolique au film, ont paru dans un album en 2005 : The Life Aquatic Studio Sessions. Cinq des reprises ont déjà été présentées sur la bande originale du film tandis que les autres sont publiées sur cet album pour la première fois. L'album comprend aussi la chanson inédite Team Zissou écrite par Seu Jorge. Bowie lui-même a apprécié ces reprises : « Si Seu Jorge n'avait pas enregistré mes chansons en acoustique et en portugais, je n'aurais jamais entendu ce nouveau niveau de beauté dont il les a imprégnées. »,
La traduction en portugais n'est pas exacte, Seu Jorge maintient les mélodies mais change souvent les paroles. Il voulait que chaque chanson soit sur un personnage différent. La chanson Lady Stardust est sur Ned Plimpton (le personnage d'Owen Wilson) qui veut être un bon père, et Changes est à propos de Steve Zissou (le personnage de Bill Murray) qui change son attitude. « Mais ceux qui ne parlent pas portugais ne le sauront pas », commente Seu Jorge. Anderson, qui ne parle pas portugais, n'a réalisé qu'après coup durant le tournage en Italie que Jorge changeait les paroles. Il l'a souligné en blaguant dans une interview : « Je suppose que le message est mal passé, qu'il était censé chanter les paroles traduites des chansons de Bowie. »,
| 1.  | Rebel Rebel                       | 2:46 |
| 2.  | Life on Mars?                     | 3:29 |
| 3.  | Starman                           | 3:16 |
| 4.  | Ziggy Stardust                    | 3:41 |
| 5.  | Lady Stardust                     | 3:31 |
| 6.  | Changes                           | 3:40 |
| 7.  | Oh! You Pretty Things             | 3:32 |
| 8.  | Rock 'n' Roll Suicide             | 3:10 |
| 9.  | Suffragette City                  | 3:10 |
| 10. | Five Years                        | 3:59 |
| 11. | Queen Bitch                       | 3:42 |
| 12. | When I Live My Dream              | 2:55 |
| 13. | Quicksand                         | 4:35 |
| 14. | Team Zissou (auteur : Seu Jorge)  | 2:32 |
| 15. | Space Oddity (iTunes Bonus Track) | 5:40 |

## Accueil

### Accueil critique
Le film a une moyenne de 62/100 sur Metacritic pour 38 titres de la presse américaine, ce qui se traduit par « avis général favorable ». Les critiques sont mitigées sur Rotten Tomatoes avec un score de 57 % d'avis positifs pour 224 critiques de la presse américaine (note moyenne 6,1/10) ; le film est dénigré par certains critiques qui le qualifient de « béat, ironique et artificiel » tandis que d'autres en font l'éloge pour « sa pure originalité, son excentricité et sa fantaisie ». Le film est globalement bien accueilli par la presse française avec une note moyenne de 3,8/5 sur recensement de 24 titres de presse sur le site Allociné.
Jean-Marc Lalanne des  Inrockuptibles est enthousiasmé par le film : « Avec son faux rythme, sa loufoquerie à plat, ses pastiches de scènes d'action à la Godard années 60 (Bande à part, Pierrot le fou) et son cafard de ballade pop-folk parfaitement ciselée, La Vie aquatique est vraiment un beau film, profondément émouvant qui fait de Wes Anderson notre nouveau meilleur ami américain du moment. » 
De même, le magazine L'Express aime beaucoup le film : « Wes Anderson parvient à maintenir le cap sans se laisser dévorer par son imaginaire. En cela, cette Vie aquatique est une leçon de maîtrise cinématographique d'un auteur dont la marge de progression semble infinie. » 
Didier Péron de Libération apprécie l'originalité du film qui échappe à la standardisation hollywoodienne, cette exception est « d'autant plus notable qu'elle s'affronte directement au système, puisque le surdoué Anderson depuis Rushmore, son second film, est lié peu ou prou à Disney. » Il apprécie aussi la diversité du film qui « ne cesse de se transformer à vue, au gré d'un coq-à-l'âne un peu ahurissant. Sans boussole. À la fois traversée des registres (héroïco-comique, didactique, merveilleux...) et périple sans boussole dans une aire difficilement mesurable (de Port-au-Patois aux îles Ping), le film s'affole, ne sait plus s'il va vite ou lentement mais ne s'épuise pas. » Le site À voir à lire salue l'originalité (« Wes Anderson réalise un film d’origine non-identifiée, si ce n’est celle de sa propre marque de fabrique. »), l'esthétique kitsch, la drôlerie et la justesse des sentiments des personnages, et remarque que certains spectateurs pourront trouver de la répétition par rapport à son film précédent La Famille Tenenbaum. Steven Rea du Philadelphia Inquirer est séduit par le film : « La Vie aquatique est pleine de moments de juxtaposition étrange de calme et de folie. Comme le vieux et grinçant Belafonte, le film lui-même semble toujours au bord de la dérive. Mais c'est le genre de dérive qui n'est qu'agréable. En fait, c'est au-delà de l'agréable — on se dirige dans des eaux pleines de fantaisie, de mystère et de poissons bizarres et psychédéliques. », Louis Guichard de Télérama estime que le film est une « merveille d'artifice cinématographique [qui donne] le spectacle miraculeux de la beauté du monde, et l'extase enfantine qui va avec. »

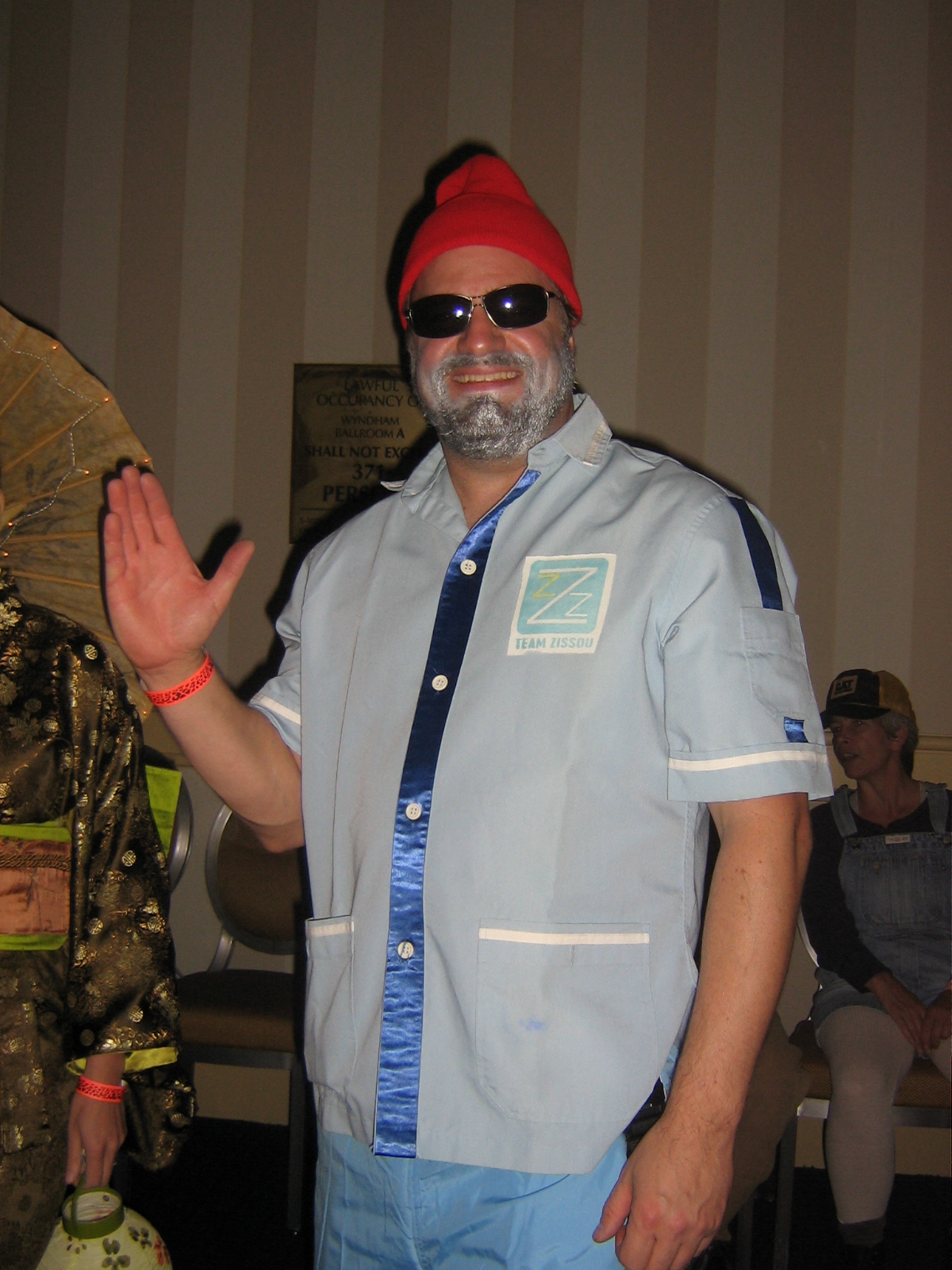
Homme déguisé en Steve Zissou.

A. O. Scott du New York Times trouve le film charmant la plupart du temps malgré son mince scénario et ses décors de cabinet de curiosités. Il loue la performance de Bill Murray qui est un triomphe de minimalisme comique avec son impassibilité à la fois totalement ridicule et étrangement touchante. Rick Groen du journal canadien The Globe and Mail trouve le film amusant, surtout si on connait le modèle original (Cousteau), mais pas assez pour tenir deux heures : « Vers les deux tiers, [...] le concept s'essouffle et l'intelligence commence à manquer. À partir de ce point, l'histoire serpente pour finir assez brutalement — un signe certain que les auteurs se sont retrouvés coincés avec leur idée de départ. », Le magazine anglais Empire donne un avis mitigé : « Visuellement, le style rétro voyant et exotique représente le meilleur d'Anderson . Par contre, en termes de personnages et de sensibilité, on a malheureusement le pire d'Anderson. », Mike Clark du quotidien USA Today donne juste la moyenne au film, il considère que les moments drôles sont trop rares et que même avec un œil bienveillant la patience du spectateur finit par s'user. Alors qu'on pouvait s'attendre à une aventure à la Moby Dick, le film s'enlise dans les conflits d'une famille élargie et n'est pas aussi drôle que La Famille Tenenbaum.
Sandra Hall du quotidien The Sydney Morning Herald est déçue par le film, elle considère que même si Anderson a la qualité rare chez les réalisateurs américains de l'imprévisibilité, le film d'aventure n'est pas pour lui : « Il parcourt simplement l'eau ici et malgré toute cette vie marine brillant dans l'obscurité, c'est, finalement, un voyage long et ennuyeux. », Alain Spira de Paris Match juge le film ennuyeux : « Cette Vie aquatique stagne, ne trouve pas son rythme et finit par s'essouffler comme un plongeur demeuré en apnée trop longtemps. Reste la musique de David Bowie joliment recyclée en bossa-nova et brillamment interprétée par Seu Jorge. [...] Amputée d'une demi-heure (le film dure deux heures) et armée d'un scénario mieux palmé, cette comédie originale aurait pu éviter de s'échouer dans le champ des navets... ». De même, Jack Mathews du New York Daily News n'apprécie pas le film : « Il faut être un fan obsessionnel de Murray [...] ou un vrai croyant dans le jeune génie d'Anderson (une secte en expansion) pour trouver tolérable cette plate caricature d'aventure en mer. [...] Je n'avais pas autant voulu rejoindre la terre ferme depuis McHale's Navy. », Stephen Hunter du Washington Post trouve la comédie ratée : « La Vie aquatique ne forme jamais un ensemble. Le problème n'est pas simplement le soudain changement de ton ou la vedette jouant l'homme qui n'existait pas, il est que le film est plus une accumulation de moments — beaucoup d'entre eux hilarants — qu'une histoire consciemment construite. À la fin de la loufoque famille Tenenbaum vous saviez que vous aviez vu quelque chose. Dans celui-ci, vous sortez en pensant, mais de quoi tout cela peut-il bien parler ? »,

### Box-office et avis des spectateurs
Avec un budget de production de 50 000 000 $, La Vie aquatique dépasse le coût additionné des trois films précédents de Wes Anderson. Anderson est conscient que le film a couté cher et qu'il a besoin d'un public plus large. Mais, en même temps, il pense que sa bizarre saga sous-marine marchera mieux avec les gens qui connaissent déjà son travail ; avant la sortie du film, il déclare : « J'ai probablement l'impression d'avoir fait le film pour [mon public de fans]. Et je n'ai probablement pas le droit de faire ça. »,
Le film est une déception au box-office avec un total de 24 020 403 $ après douze semaines d'exploitation aux États-Unis et au Canada, moins de la moitié de son budget de production. Il a récolté 10 788 000 $ à l'international, portant le total des recettes à 34 808 403 $. En France, le film cumule 251 396 entrées en 8 semaines d'exploitation,. Après cette déception commerciale, les films d'Anderson sont devenus plus intimistes. « Il aime faire des films à grande échelle émotionnelle, mais je pense qu'il n'aime pas sentir l'échelle de fabrication », a déclaré Scott Rudin, qui a produit tous ses films de La Famille Tenenbaum à The Grand Budapest Hotel, « il est l'auteur de chaque image du film, c'est un gars qui n'en laisse pas une seule hors de son contrôle immédiat. »,
La majorité des spectateurs apprécie le film mais ceux-ci restent modérés dans leur évaluation. Sur IMDb, le film obtient une note moyenne de 7,3/10 basée sur les notes de plus de 100 000 utilisateurs. Sur Allociné, le film obtient une note moyenne de 3,3/5 basée sur les notes de plus de 6 500 utilisateurs. Sur Rotten Tomatoes, le film recueille un avis positif de 82 % des spectateurs avec une note moyenne de 4/5 basée sur les notes de plus de 100 000 utilisateurs.

### Distinctions
Sauf indication contraire, les informations mentionnées dans cette section peuvent être confirmées par la base de données cinématographiques IMDb,  présente dans la section « Liens externes ».

#### Récompenses
- Las Vegas Film Critics Society Awards 2005[60]
  - Meilleure actrice dans un second rôle : Cate Blanchett[n 31]
- Central Ohio Film Critics Association Awards 2005
  - Acteur de l'année 2004 : Cate Blanchett[n 32]
- Costume Designers Guild Awards 2005
  - Meilleurs costumes dans un film contemporain : Milena Canonero

#### Nominations
- Art Directors Guild 2005
  - Meilleurs décors dans un film contemporain : Mark Friedberg, Stefano Maria Ortolani, Eugenio Ulissi, Marco Trentini, Simona Migliotti, Giacomo Calò Carducci, Saverio Sammali, Nazzareno Piana, Maria-Teresa Barbasso, Giulia Chiara Crugnola[n 33]
- Berlinale 2005
  - Film en compétition
- Boston Society of Film Critics Awards 2004
  - Meilleure distribution : Cate Blanchett, Willem Dafoe, Jeff Goldblum, Owen Wilson, Bud Cort, Anjelica Huston, Michael Gambon, Bill Murray, Noah Taylor : 2e place
- Broadcast Film Critics Association Awards 2005
  - Meilleure distribution : Cate Blanchett, Willem Dafoe, Jeff Goldblum, Owen Wilson, Bud Cort, Anjelica Huston, Michael Gambon, Bill Murray, Noah Taylor
- Central Ohio Film Critics Association Awards 2005
  - Meilleur film
- Golden Trailer Awards
  - Meilleure bande annonce pour une comédie
- Motion Picture Sound Editors 2005
  - Meilleure musique dans un film : Richard Henderson
- Satellite Awards 2005
  - Meilleur acteur dans un film musical ou une comédie : Bill Murray
  - Meilleur film musical ou comédie
  - Meilleur scénario original : Wes Anderson et Noah Baumbach

## Analyse

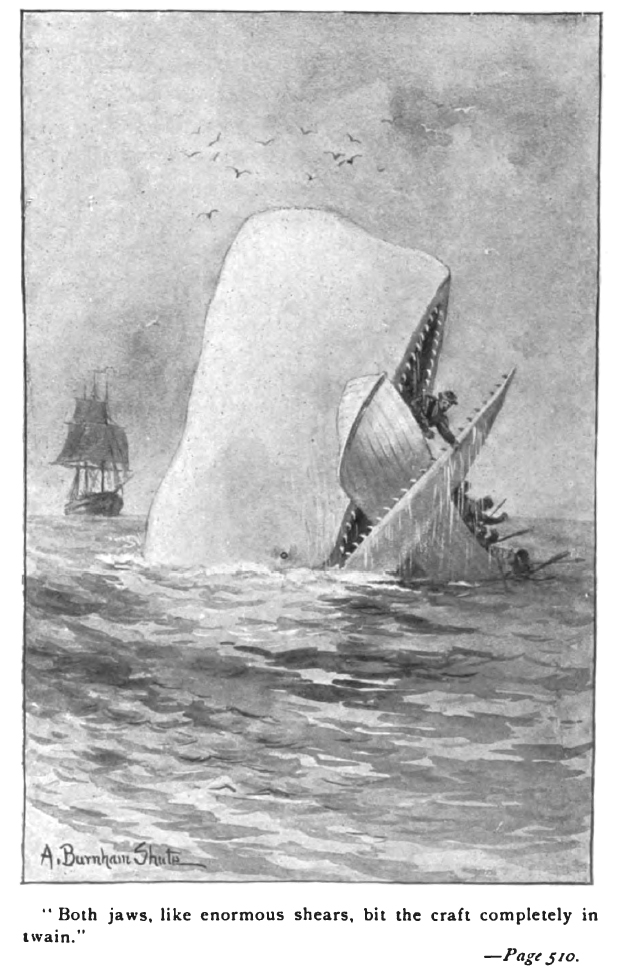
Illustration de l'attaque du cachalot dans Moby Dick.

Steve Zissou, le héros de La Vie aquatique entraîne l'équipage de son navire de recherche le Belafonte dans une mission pour tuer le redoutable requin-jaguar. Cela ressemble à l'intrigue d'un thriller de science-fiction, ou peut-être à une nouvelle version de Moby Dick ou Les Dents de la mer ou une autre épopée nautique. Bien que le quatrième film de Wes Anderson s'appuie sur ces références et d'autres, il garde un style unique. Comme son prédécesseur La Famille Tenenbaum, mais plus encore, le film s'ancre sur des thèmes fondamentaux forts : le deuil, la futilité de la vengeance, l'angoisse de vieillir et de se demander s'il va rester une trace de ce que vous avez entrepris.
La comédie pure enchaîne avec la romance, la farce, la violence et une profonde tristesse. Il y a des passages lyriques, des scènes d'action et des créatures de la mer inventées (dauphins albinos, crabes-berlingots, raies roses...). Co-écrite avec Noah Baumbach, La Vie aquatique est une mosaïque d'expression personnelle à grande échelle. Le film a l'air vieux et moderne à la fois comme le bateau de Zissou, une frégate de la Seconde Guerre mondiale rénovée contenant un laboratoire de recherche, un studio de cinéma et un spa avec un sauna conçu par un ingénieur du programme spatial chinois. Ce mélange des genres a désorienté le grand public et a conduit à l'échec commercial du film.
Anderson s'intéresse beaucoup aux répercussions psychiques chez les individus après la mort d'un proche. On retrouve des personnages en deuil dans plusieurs de ses films comme dans À bord du Darjeeling Limited, La Famille Tenenbaum et Rushmore. Cependant, ces films ne sont pas morbides ; ils s'attachent aux réalités banales qui composent la vie quotidienne à la suite d'une catastrophe, mais sans pour autant minimiser le poids de la souffrance.
De tous les pères charismatiques et figures paternelles d'Anderson, Steve est le plus complexe et contradictoire. Il est à la fois Jacques-Yves Cousteau, le capitaine Achab de Moby Dick et le personnage de comédies sentimentales Andy Hardy. Sa sincérité atténue son arrogance et le fait paraître presque aimable ou du moins tolérable, et parfois attendrissant. Comme Zissou, Bill Murray est à la fois exubérant et déprimé, amer et sincère. Murray interprète un personnage assez proche en 2005 dans Broken Flowers de Jim Jarmusch où il joue un autre homme d'âge moyen qui souffre d'une crise existentielle quand il apprend qu'il pourrait avoir un fils dont il ne connaissait pas l'existence. Comme Max Fischer et Herman Blume dans Rushmore, Steve et Ned, son fils présumé, semblent à la fois frères et père-fils, et leur concurrence pour séduire Jane ressemble à de la rivalité entre frères.
Contrairement à la plupart des films fantaisistes, La Vie aquatique traite tous ses personnages - y compris l'inquiet et jaloux Klaus (Willem Dafoe) et « le larbin de la banque » devenu otage (Bud Cort) - comme si elles étaient de vraies personnes dont les rêves et les craintes sont importants. Cate Blanchett dit à ce sujet : « Wes a une énorme compassion envers tous ses personnages, et il les expose d'une telle manière qu'ils ont tous un moment où vous voyez presque à l'intérieur d'eux. Je pense qu'il parvient vraiment à les faire vivre et respirer en créant cet univers très inhabituel et particulier autour d'eux qui, même s'il est très bizarre et drôle, est en quelque sorte aussi très réel. », Le film est comme une bande dessinée avec des personnages qui pleurent de vraies larmes et saignent du vrai sang, passant du burlesque à la tragédie. La loufoquerie n'est jamais loin de la tristesse. Rien n'est dramatisé mais tout va plus ou moins de travers, de mal en pis.

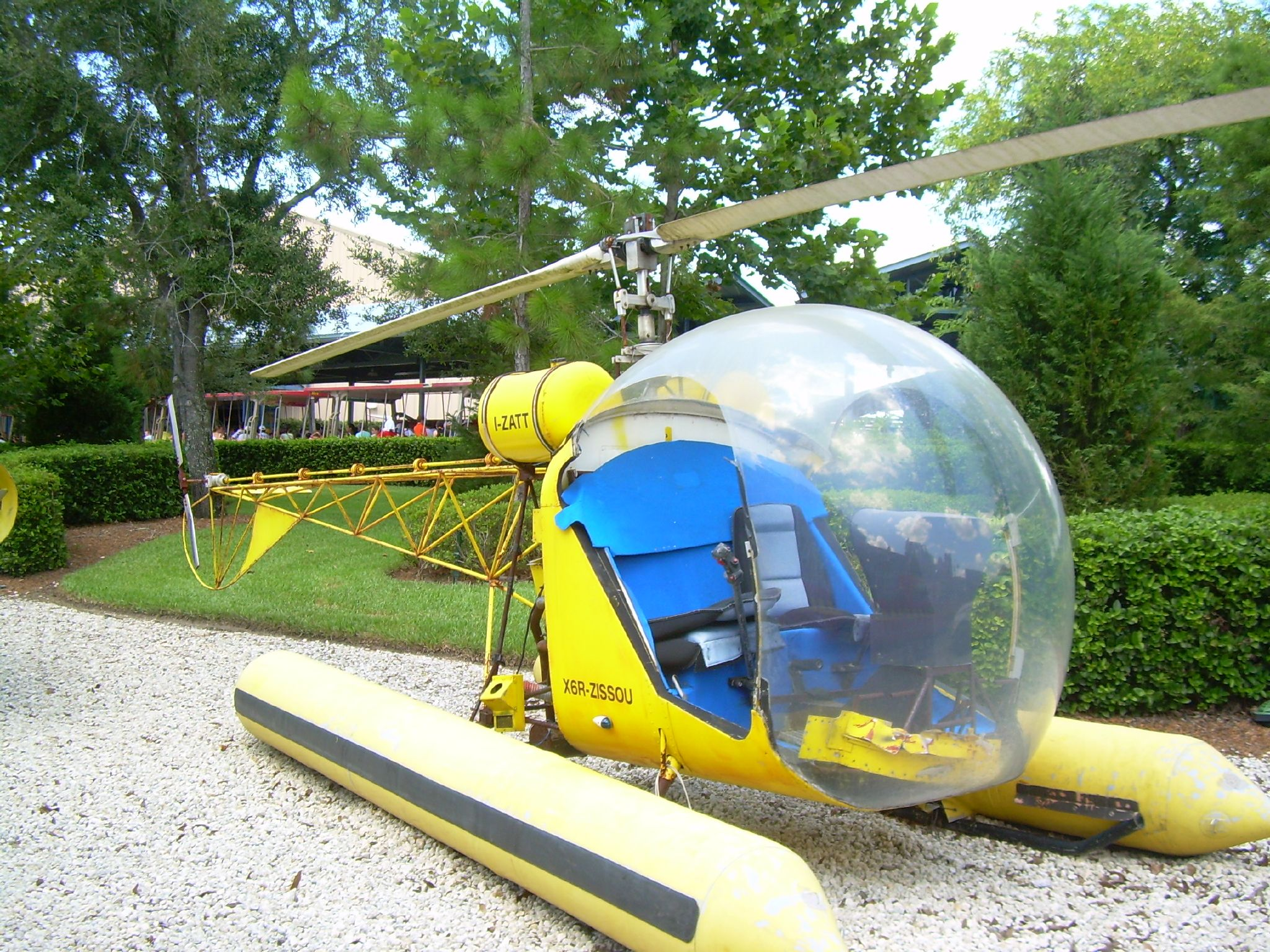
L’hélicoptère de l'équipe Zissou.

Comme le deuxième et le troisième film d'Anderson, La Vie aquatique a été tourné en Cinémascope, format rectangulaire extra-large créé pour envelopper le spectateur. À l'ère de la vidéo domestique, ce format est le plus souvent utilisé pour des films d'action, des films de science-fiction et des épopées historiques, et non pas des comédies. Mais ici, Anderson et le directeur de la photographie Robert Yeoman (qui a tourné les films précédents du réalisateur) parviennent à avoir l'aspect action et comédie en même temps : le cadrage est à la fois spectaculaire et intime, il élève les personnages à l'échelle héroïque dans les gros plans et les abaisse au rang d'insectes insignifiants dans les plans larges. Le cinéaste laisse croire avec brio à la possibilité d'une ample forme aventurière (hélicoptères, sous-marins, attaque de pirates, abordage d'îles exotiques...) avant de la tourner en dérision.
Entre autres choses, le film parle de prendre la vie comme elle vient, en appréciant les moments présents plutôt que d'être constamment obsédé par le passé et l'avenir. Comme dit Steve à Eleanor à un moment du film, sans reconnaître la sagesse contenue dans ses propres paroles, « Personne ne sait ce qui va se passer. Et puis nous filmons. Voilà tout le concept. », Steve cherche constamment à faire de sa vie un récit avec une orientation claire et un résultat satisfaisant, mais ses efforts sont aussi forcés que les commentaires fades de ses « documentaires » trafiqués. Steve est un homme qui aime tout contrôler mais il ne contrôle pas grand chose. Sa mission de tuer le requin-jaguar est un ultime acte d'orgueil : il ne veut rien de moins que traquer et tuer la Mort et réaffirmer ainsi le contrôle sur sa vie. Il va apprendre que cela est impossible.